# Saint-Christophe, Creuse
Saint-Christophe är en kommun i departementet Creuse i regionen Nouvelle-Aquitaine i de centrala delarna av Frankrike. Kommunen ligger i kantonen Guéret-Sud-Ouest som tillhör arrondissementet Guéret. År 2022 hade Saint-Christophe 150 invånare.

## Befolkningsutveckling
Antalet invånare i kommunen Saint-Christophe
Referens:INSEE